# Łysaków Drugi
Łysaków Drugi – wieś sołecka w Polsce, położona w województwie świętokrzyskim, w powiecie jędrzejowskim, w gminie Jędrzejów.
W latach 1975–1998 miejscowość administracyjnie należała do województwa kieleckiego.

## Integralne części wsi
| SIMC    | Nazwa     | Rodzaj  |
| ------- | --------- | ------- |
| 0240431 | Warszawka | kolonia |

## Historia
Łysaków w roku 1153 wymieniony jako „Lyszakowo”. W dokumentach z r. 1153 i 1256 występuje wśród spisu włości klasztoru w Brzeźnicy (Kodeks małopolski, t.I, s.51 i t.II, s.11).
 
W roku 1308 Władysław I Łokietek, nadaje pewne role w Łysakowie klasztorowi jędrzejowskiemu (Kodeks małopolski t.I s.168).
Spis z roku 1921 wymienia wsie Łysaków z 155 domami i 1015 mieszkańcami, oraz Łysaków folwark w którym było 6 domów 81 mieszkańców.